# Anunnaki

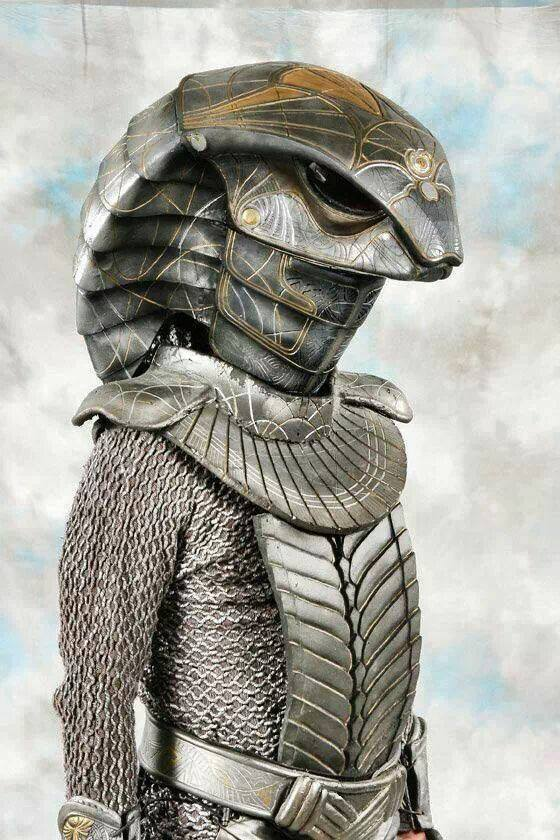
Hóa trang về Anunnaki

Anunnaki (chữ nêm: 𒀭𒀀𒉣𒈾, còn được phát âm như Anunaki, hay Annunaki, hoặc Anunna, hay là Ananaki có nghĩa là "dòng máu hoàng gia" hay "con cháu hoàng tộc") là nhóm các vị thần của người Sumer cổ đại, tồn tại trong thời Đế chế Akkadia, Assyria và Babylon. Trong các ghi chép sớm nhất của người Sumer về những vị thần này thì họ có từ thời Hậu Akkadia và Anunnaki là các vị thần trong tôn giáo Pantheon, họ là hậu duệ của Anu và nữ thần Ki, vị thần của trời và nữ thần đất và bổn mạng chính của họ là quyết định số phận của nhân loại. Những vị thần Anunnaki chủ yếu được đề cập trong các bản văn chương và rất ít bằng chứng khảo cổ để chứng minh sự tồn tại của bất kỳ giáo phái nào trong số họ mà vẫn chưa được khai quật.

## Thuyết âm mưu và giả khảo cổ học
Trong một loạt các tác phẩm đã xuất bản (mà tác phẩm khơi mào có tên là Cỗ xe của các vị thần? xuất bản vào năm 1968), nhà giả khảo cổ học Erich von Däniken tuyên bố rằng các "phi hành gia cổ đại" ngoài Trái đất (từ hành tinh Niburu) đã đến thăm Trái đất vào thời tiền sử. Von Däniken giải thích nguồn gốc của các tôn giáo là phản ứng khi tiếp xúc với chủng tộc ngoài hành tinh, và đưa ra cách giải thích về các văn tự của người Sumer và Cựu ước làm bằng chứng. Trong cuốn sách xuất bản năm 1976 có tên Hành tinh thứ mười hai thì tác giả Zecharia Sitchin cho rằng Anunnaki thực sự là một loài sinh vật ngoài trái đất mang hình người có trình độ tiên tiến đến từ hành tinh chưa được khám phá hay Nibiru, những người đã đến Trái đất cách đây khoảng 500.000 năm và chính họ đã xây dựng một cơ sở hoạt động để khai thác vàng sau khi phát hiện ra rằng hành tinh này rất giàu kim loại quý.
Nhà nghiên cứu Ronald H. Fritze thì viết rằng, cũng theo Zecharia Sitchin thì "Annunaki chính là tác giả đã xây dựng nên các kim tự tháp và tất cả các công trình đồ sộ khác từ khắp thế giới cổ đại mà các nhà lý thuyết phi hành gia cổ đại cho là con người vào thời đó không thể xây dựng nếu không có các công nghệ tiên tiến cao". Zecharia Sitchin đã suy rộng thần thoại này trong các tác phẩm sau này, bao gồm tác phẩm Nấc thang lên thiên đường (1980) và Cuộc chiến của các vị thần và loài người (1985). Tuy vậy, các bài viết của Sitchin đã bị các nhà sử học chính thống bác bỏ toàn bộ, những người đã dán nhãn sách của ông là ngụy khoa học và khẳng định rằng Sitchin dường như cố tình xuyên tạc các văn tự của người Sumer bằng cách trích dẫn chúng ra khỏi ngữ cảnh, cắt bớt các câu trích dẫn và dịch sai các từ tiếng Sumer để tạo cho chúng những ý nghĩa hoàn toàn khác với những nội hàm được chấp nhận của họ.
David Icke là nhà thuyết âm mưu người Anh, người đã phổ biến thuyết âm mưu loài bò sát đã tuyên bố rằng các vị Chúa tể bò sát trong lý thuyết của ông thực chất chính là Anunnaki, điều này rõ ràng bị ảnh hưởng bởi các bài viết của Zecharia Sitchin, và người ta cho rằng Icke chỉnh sửa những thông tin lý thuyết này theo hướng có lợi cho thuyết âm mưu Thời đại Mới và Trật tự thế giới mới của riêng ông. Suy đoán của Icke về Anunnaki kết hợp quan điểm cực hữu về lịch sử đưa ra một giả thuyết là chủng tộc Aryan có nguồn gốc từ dòng máu Anunnaki. Thuyết âm mưu này cũng kết hợp các yếu tố như rồng, Dracula và luật lệ của Draconian, ba yếu tố này rõ ràng chỉ liên hệ, gắn kết với nhau bởi sự tương đồng về mặt ngôn ngữ vẻ bề ngoài. Ông đã đưa ra quan điểm của mình về Anunnaki vào những năm 1990 và đã viết một số cuốn sách về lý thuyết của mình. Trong bộ phim tài liệu về Icke năm 2001 của chính mình, Jon Ronson đã trích dẫn một bộ phim hoạt hình có tên "Rothschild" (1898), của Charles Lucien Léandre, cho rằng người Do Thái từ lâu đã được miêu tả là những sinh vật giống thằn lằn, những kẻ không kiểm soát được thế giới.